# Jacques Deval
Jacques Boularan, conegut artísticament amb el nom de Jacques Deval (París, 27 de juny de 1890 - 19 de desembre de 1972) va ser un dramaturg, director i realitzador francès.

## Obra dramàtica
- 1920. Une faible femme, comèdia en tres actes, estrenada al Théâtre Femina.
- 1921.  Le Soleil de minuit, estrenada al Nouveau Théâtre.
- 1923.  Beauté, estrenada l'11 d'octubre al Théâtre Marigny.
- 1924.  Le Bien aimé, estrenada el 2 de febrer, al Théâtre de la Renaissance.
- 1924.  La Beauté du Diable, estrenada el 23 de desembre al teatre de Monte Carlo
- 1926. Dans sa candeur naïve comèdia en 3 actes, estrenada el 14 de gener a la Comédie Caumartin.
- 1926. L'Amant rêvé, estrenada el 29 de gener, a la Comédie Caumartin.
- 1926. La Rose de septembre, estrenada el 2 març al Théâtre de l'Athénée.
- 1926. Viens avec nous petit, estrenada al Théâtre de la Renaissance.
- 1927. Le Vin nouveau, estrenada el 21 de gener al Théâtre de la Renaissance.
- 1927. Ventôse comèdia en tres actes, estrenada el 25 de novembre a la Comédie Caumartin.
- 1928. Une tant belle fille estrenada el 28 de novembre al Théâtre Antoine.
- 1929. Débauche, estrenada el 7 de març a la Comédie Caumartin
- 1930. Barricou, estrenada el 26 de març al Théâtre de l'Athénée
- 1930. Étienne. Estrenada al Théâtre Saint-Georges de París.
- 1932. Mademoiselle. Estrenada al Théâtre Saint-Georges de París.
- 1933. Tovaritch.
- 1951. Ombre chère. Estrenada al Théâtre Édouard VII de París.
- 1952. Le bonheur des méchants. Estrenada al Théâtre des Bouffes-Parisiens de París.
- 1953. Il était una gare. Estrenada al Théâtre de la Renaissance de París.
- 1954. La manière forte. Estrenada al Théâtre de l'Athenée de París.
- 1954. Namouna.
- 1955. Charmante soirée. Estrenada al Théâtre des Variétés de París.
- 1955. Il y a longtemps que je t'aime. Estrenada al Théâtre Édouard VII de París.
- 1963. Et l'enfer...Isabelle? Estrenada a la Comédie des Champs Elysées de París.
- 1964. Un home comblé. Estrenada al Théâtre des Variétés de París.